# 유아세례

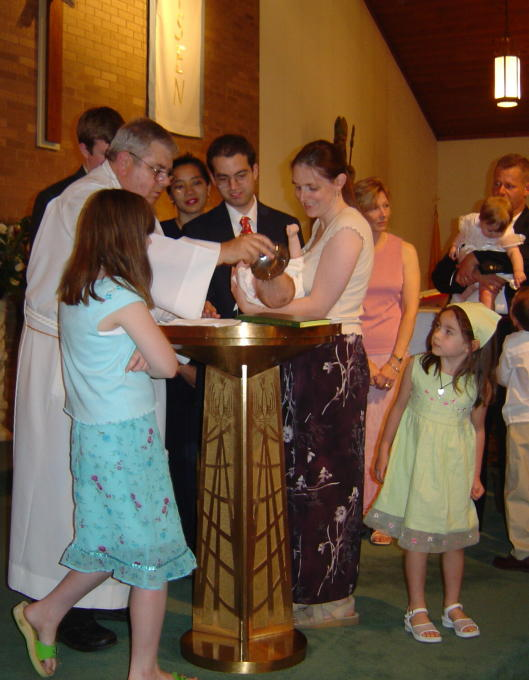
천주교회 세례반 위에서 아기 머리에 세례수를 붓는 장면

유아세례(幼兒洗禮) 또는 영아세례(嬰兒洗禮)는 기독교의 성직자가 어린이에게 집전(집례)하는 세례이다. 기독교인 부모의 자녀는 자연스럽게 기독교인이 되는 문화에서 발생하였다. 그 이면에는 영아 사망률이 1%도 되지 않는 현대와 달리, 영아 사망률이 20% 이상이었던 시기에 목숨을 다해 가는 아이가 세례를 받아 천국에 가기를 바라는 부모의 마음이 담겨있다. 

## 교파별 유아세례에 대한 입장
동방정교회와 천주교회 및 개신교회인 루터교회, 성공회교회, 장로교회, 감리교회, 성결교회 등은 유아세례를 인정한다. 급진적 개신교회인 회중교회, 침례교회, 메노나이트, 구세군교회 등은 유아세례를 인정하지 않는다.  

### 찬성하는 교파
- 전통적으로 개혁주의를 따르는 교회(장로교 및 개혁교회)에서는 유아세례를 인정한다. 이는 구약의 교회에서 시행되던 성례전인 할례와 유월절 음식이 신약의 교회에서는 세례와 성찬으로 대치되었다고 해석하는 것에 기인한다. 특히 할례 또는 세례는 하나님과의 언약 관계가 있는 공동체에 들어온다는 상징성이 있다고 해석하며, 이미 공동체에 있던 가정에서 자녀가 출생하면 할례를 베푼다는 구약의 원리에 따라 신약의 교회에서도 언약 공동체 안에 있는 가정에 자녀가 출생하면 공동체 안에 있다는 의미로 세례를 베푸는 것이 성경적인 원리라고 주장한다.[2] 그러나 개혁주의는 세례를 구원의 수단으로 인정하지 않는다.
- 로마 가톨릭교회는 어린 아이들도 원죄로 타락하여 더럽혀진 인간 본성을 지니고 태어나므로, 유아세례를 필수적으로 여기며 생후 100일 이내에 유아세례를 받는 것을 요구하며 성공회에서는 어린이와 어른 모두 성사를 통해 하느님의 은혜를 동등하게 받을 수 있다고 보기 때문에, 유아세례를 집전한다. 이때 대부모(代父母)를 세우는데, 대부모란 세례나 견진성사를 받는 신자의 신앙생활을 돕는 후견인을 말한다.
- 감리교의 창시자요, 성공회 사제인 존 웨슬리 신부는 1784년 25조로 이루어진 감리회 종교강령을 발표하면서, 17조 세례에서 "또한 어린이에게 세례를 행하는 것도 교회에 보존할 것이다."라고 말하였다[3]. 또한 기독교 대한 감리회 교리와 장정에서도 교인의 구분 중 세례아동을 두고 있다[4].

### 반대하는 교파
침례교와 재세례파는 유아세례를 전면적으로 거부한다. 그들이 주장하는 것은 신자의 침례(believer's baptism)로서 유아는 아직 예수를 믿을 지각적 성숙이 결여된다고 판단한다. 그들이 강조하는 믿을 주를 믿는 신앙고백을 할 수 없기 때문에 반대하였다. 침례요한(세례요한)도 회개후 침례(세례)를 주장하였고, 예수도 제자삼은 뒤 침례(세례)를 주라고 분부하셨기 때문이다.

## 같이 보기
- 세례